# Lijst van Waalse ministers van Openbare Werken
Dit is een lijst van ministers van Openbare Werken in de Waalse Regering.

## Lijst
| Nr.                                | Minister | Minister                            | Partij | Partij      | Begin             | Einde             | Regering(en)          | Bevoegdheid     |
| ---------------------------------- | -------- | ----------------------------------- | ------ | ----------- | ----------------- | ----------------- | --------------------- | --------------- |
| 1                                  |          | André Baudson (1927-1998)           |        | PS          | 18 januari 1989   | 8 januari 1992    | Anselme               | Openbare Werken |
| 2                                  |          | Jean-Pierre Grafé (1932-2019)       |        | PSC         | 8 januari 1992    | 20 juni 1995      | Spitaels, Collignon I | Openbare Werken |
| vacant (20 juni 1995-12 juli 1999) |          |                                     |        |             |                   |                   |                       |                 |
| 3                                  |          | Jean-Claude Van Cauwenberghe (1944) |        | PS          | 12 juli 1999      | 4 april 2000      | Di Rupo I             | Openbare Werken |
| 4                                  |          | Michel Daerden (1949-2012)          |        | PS          | 4 april 2000      | 19 juli 2004      | Van Cauwenberghe I    | Openbare Werken |
| vacant (19 juli 2004-15 juli 2009) |          |                                     |        |             |                   |                   |                       |                 |
| 5                                  |          | Benoît Lutgen (1970)                |        | cdH         | 15 juli 2009      | 15 december 2011  | Demotte II            | Openbare Werken |
| 6                                  |          | Carlo Di Antonio (1962)             |        | cdH         | 15 december 2011  | 22 juli 2014      | Demotte II            | Openbare Werken |
| 7                                  |          | Maxime Prévot (1978)                |        | cdH         | 22 juli 2014      | 28 juli 2017      | Magnette              | Openbare Werken |
| (6)                                |          | Carlo Di Antonio (1962)             |        | cdH         | 28 juli 2017      | 13 september 2019 | Borsus                | Openbare Werken |
| 8                                  |          | Philippe Henry (1971)               |        | Ecolo       | 13 september 2019 | 15 juli 2024      | Di Rupo III           | Infrastructuur  |
| 9                                  |          | François Desquesnes (1971)          |        | Les Engagés | 15 juli 2024      | heden             | Dolimont              | Openbare Werken |